# 장 스타로뱅스키
장 스타로뱅스키(Jean Starobinski)는 1920년 11월 17일 제네바에서 태어나 2019년 3월 4일 모르주(스위스 보 캉통)에서 사망한 스위스의 사상사 연구자이자, 문학 이론가, 정신과 의사이다.
제네바 대학교에서 고전문학 및 정신의학을 공부하고 나서, 스타로뱅스키는 로잔 대학교에서 우울증 치료의 역사에 관한 논문으로 동시에 문학박사와 의학박사 학위를 받았다.

## 생애
장 스타로뱅스키는 폴란드계 유대인이던 아롱 스타로뱅스키(Aron Starobinski)와 샤인들라 프리드망(Szajndla Frydman)의 아들이다. 장 스타로뱅스키는 1948년에야 스위스로 귀화하였다.
1957년, 스타로뱅스키는 장 자크 루소를 다룬 <투명과 장애La Transparence et l’Obstacle>라는 박사논문을 저술했다. 다른 계몽주의 작가들, 그 중에서도 특히 디드로에 관해 관심을 갖기 전에 말이다.
스타로뱅스키는 존스홉킨스 대학교, 바젤 대학교, 제네바 대학교에서 프랑스 문학을 가르쳤으며, 그 중 제네바 대학교에서는 사상사와 의학사 수업도 맡았다. 스타로뱅스키의 저작들은 12개 언어로 번역되었으며, 걸작들을 바라보는 관점을 다채롭게 만들었다. 스타로뱅스키는 동시대의 시 창작에 관한 연구와, 해석과 해석학의 문제들에 관해서도 관심을 기울였다. 18세기 예술과 문학에 관한 스타로뱅스키의 저술(특히 루소, 디드로, 볼테르)은 저술방식의 고전이 되었고, 이 작가들을 새롭게 파악했다. 스타로뱅스키는 의학과 정신의학을 공부한 경험을 바탕으로 우울증의 역사를 연구했다. (특히 <세 가지 분노Trois Fureurs>, 1974에서.)
1964년, 스타로뱅스키는 처음으로 아나그램에 관한 페르디낭 드 소쉬르 연구를 출판했다. 또한 장베르트랑 퐁탈리스와 함께 <누벨 르뷔 드 프시카날리즈>의 편집회의에 참여하였다.
장 스타로뱅스키는 윤리·정치학 아카데미(프랑스 학술원) 회원이었으며, 프랑스, 유럽, 미국의 여러 아카데미의 회원이기도 했다. 그는 유럽과 미국의 많은 대학교에서 명예 박사 학위를 받았다.
2010년, 스타로뱅스키는 40,000권 이상의 서적을 보유한 개인 서재를 스위스 국립 도서관 문학 아카이브에 기증했다.
스타로뱅스키는 2019년 3월 4일 모르주에서 사망했다.

## 개인적 삶
1954년 8월, 장 스타로뱅스키는 안과 의사 자클린 시르망과 결혼하여 슬하에 아들 3명을 보았다.

## 문학 이론
장 스타로뱅스키는 특히 <비평 관계La Relation critique>라는 제목의 저서에서 자신의 비평 방법론을 서술했다. 이 저서에서 그는 문체론, 관념사, 정신의학의 방법론을 동시에 접목하여 적용하고자 한 것을 설명한다. 그는 이를 '관계의 비평(critique de la relation)'이라고 명명한다. 이 절충주의적 방법은 때떄로 '주제적(thématique)'이라 불리며, 조르주 풀레, 마르셀 레몽, 장 루세의 저술처럼 제네바 학파와 결부된다.

## 경력
- 1946-1949 : 제네바 대학교 프랑스문학 조교
- 1949-1953 : 제네바 대학교 병원 임상치료과 인턴
- 1953-1954 : 존스 홉킨스 대학교(발티모어 소재) 로망스어학부 강사
- 1954-1956 : 존스 홉킨스 대학교(발티모어 소재) 로망스어학부 조교수
- 1957-1958 : 세리 정신병원(프리이 소재) 인턴
- 1958-1985 : 제네바 대학교 관념사 교수
- 1959-1961 : 프랑스 문학 임시교수 (바젤 대학교)
- 1964-1967 : 프랑스 문학 외래교수 (제네바 대학교)
- 1967-1985 : 프랑스 문학 정교수 (제네바 대학교)
  - 1966-1985 : 의학부에서 의학사 강의를 맡음
- 1987-1988 : 콜레주 드 프랑스 초빙교수
- 1992-1993 : 취리히 연방공과대학교 프랑스 문학 교수직 대리

## 같이 보기
- 구조주의